# Filiberto I di Savoia
Filiberto I di Savoia, detto il Cacciatore (Chambéry, 17 agosto 1465 – Lione, 22 settembre 1482), fu Duca di Savoia, Principe di Piemonte e Conte d'Aosta, Moriana e Nizza dal 1472 al 1482.

## Biografia

### Giovinezza e ascesa
Filiberto I era figlio di Amedeo IX (1435 – 1472) e della duchessa Iolanda di Valois (1434 – 1478), (detta anche Violante di Francia o di Valois) e ad appena otto anni dovette succedere al padre, morto a Vercelli. Ad undici anni sposò Bianca Maria Sforza.

### Regno
Avendo Carlo I di Borgogna, detto il Temerario, catturato la duchessa madre del duca Filiberto, gli Stati Sabaudi precipitarono nel caos, senza più una reggenza: questa situazione venne risolta quando il cognato di Iolanda Gian Luigi liberò la duchessa ed ella poté tornare in Piemonte ove, tuttavia, morì pochi anni dopo a Moncrivello. Lodovico allora fu così scelto per proseguire la reggenza per il nipote.
Nonostante ciò, le discordie con la Borgogna e la Francia continuarono e nessuno sembrava arginarle. Per cercare di trovare una situazione ragionevole, Luigi XI chiamò Filiberto in Francia, cercando di convincerlo a lasciare il governo degli Stati nelle mani degli zii, anche perché il giovane duca trascorreva il suo tempo a caccia e alle feste a corte.

### Morte
Si spense giovanissimo, a soli 17 anni, il duca Filiberto I: il suo corpo venne tumulato ad Altacomba, ma oggi vi sussistono le sole pietre tombali del conte, quando l'abbazia fu occupata dai giacobini che forzarono la sua tomba e distrussero i resti, insieme a quelli di altri membri di Casa Savoia.
La moglie, Bianca Maria (che in seguito sposò l'imperatore Massimiliano), non aveva dato figli al giovane duca e la corona passò così al fratello Carlo.

## Ascendenza
|                       |                     |                     | Genitori                        |  |  | Nonni |  |  | Bisnonni          |  |  | Trisnonni            |  |
|                       |                     |                     |                                 |  |  |       |  |  | Antipapa Felice V |  |  | Amedeo VII di Savoia |  |
|                       |                     |                     |                                 |  |  |       |  |  | Antipapa Felice V |  |  | Amedeo VII di Savoia |  |
|                       |                     | Bona di Berry       |                                 |  |  |       |  |  | Antipapa Felice V |  |  |                      |  |
| Ludovico di Savoia    |                     |                     |                                 |  |  |       |  |  | Antipapa Felice V |  |  |                      |  |
|                       |                     | Maria di Borgogna   | Filippo II di Borgogna          |  |  |       |  |  |                   |  |  |                      |  |
|                       |                     | Maria di Borgogna   | Filippo II di Borgogna          |  |  |       |  |  |                   |  |  |                      |  |
|                       |                     | Maria di Borgogna   | Margherita III delle Fiandre    |  |  |       |  |  |                   |  |  |                      |  |
| Amedeo IX di Savoia   |                     | Maria di Borgogna   |                                 |  |  |       |  |  |                   |  |  |                      |  |
|                       |                     | Giano I di Cipro    | Giacomo I di Cipro              |  |  |       |  |  |                   |  |  |                      |  |
|                       |                     | Giano I di Cipro    | Giacomo I di Cipro              |  |  |       |  |  |                   |  |  |                      |  |
|                       |                     | Giano I di Cipro    | Helvis di Brunswick-Grubenhagen |  |  |       |  |  |                   |  |  |                      |  |
| Anna di Lusignano     |                     | Giano I di Cipro    |                                 |  |  |       |  |  |                   |  |  |                      |  |
|                       |                     | Carlotta di Borbone | Giovanni I di Borbone-La Marche |  |  |       |  |  |                   |  |  |                      |  |
|                       |                     | Carlotta di Borbone | Giovanni I di Borbone-La Marche |  |  |       |  |  |                   |  |  |                      |  |
|                       |                     | Carlotta di Borbone | Caterina di Vendôme             |  |  |       |  |  |                   |  |  |                      |  |
| Filiberto I di Savoia |                     | Carlotta di Borbone |                                 |  |  |       |  |  |                   |  |  |                      |  |
|                       | Carlo VI di Francia | Carlo V di Francia  |                                 |  |  |       |  |  |                   |  |  |                      |  |
|                       | Carlo VI di Francia | Carlo V di Francia  |                                 |  |  |       |  |  |                   |  |  |                      |  |
|                       | Carlo VI di Francia | Giovanna di Borbone |                                 |  |  |       |  |  |                   |  |  |                      |  |
| Carlo VII di Francia  | Carlo VI di Francia |                     |                                 |  |  |       |  |  |                   |  |  |                      |  |
|                       |                     | Isabella di Baviera | Stefano III di Baviera          |  |  |       |  |  |                   |  |  |                      |  |
|                       |                     | Isabella di Baviera | Stefano III di Baviera          |  |  |       |  |  |                   |  |  |                      |  |
|                       |                     | Isabella di Baviera | Taddea Visconti                 |  |  |       |  |  |                   |  |  |                      |  |
| Iolanda di Valois     |                     | Isabella di Baviera |                                 |  |  |       |  |  |                   |  |  |                      |  |
|                       |                     | Luigi II d'Angiò    | Luigi I d'Angiò                 |  |  |       |  |  |                   |  |  |                      |  |
|                       |                     | Luigi II d'Angiò    | Luigi I d'Angiò                 |  |  |       |  |  |                   |  |  |                      |  |
|                       |                     | Luigi II d'Angiò    | Marie de Châtillon              |  |  |       |  |  |                   |  |  |                      |  |
| Maria d'Angiò         |                     | Luigi II d'Angiò    |                                 |  |  |       |  |  |                   |  |  |                      |  |
|                       |                     | Violante d'Aragona  | Giovanni I d'Aragona            |  |  |       |  |  |                   |  |  |                      |  |
|                       |                     | Violante d'Aragona  | Giovanni I d'Aragona            |  |  |       |  |  |                   |  |  |                      |  |
|                       |                     | Violante d'Aragona  | Iolanda di Bar                  |  |  |       |  |  |                   |  |  |                      |  |
|                       |                     | Violante d'Aragona  |                                 |  |  |       |  |  |                   |  |  |                      |  |